# Эпизодическая память
Эпизодическая память — это память об автобиографических событиях, включающая время, местоположение их осуществления, связанные с событиями эмоции и другие контекстуальные данные и знания, такие, как: кто, что, когда, где, почему, которые определены явно, либо каким-либо другим образом. Это содержимое памяти о событиях личного опыта, произошедших в определённом времени и месте. Например, воспоминание о вечеринке в честь шестого дня рождения является эпизодическим воспоминанием. Другим примером воспоминания, извлечённого из эпизодической памяти является следующее: «я вчера ходил на концерт известной группы». Такие воспоминания позволяют человеку осуществлять воображаемые путешествия во времени, в запомненное событие, произошедшее в конкретном времени и месте..
Эпизодической памяти противопоставляется семантическая память, которая хранит общую информацию о мире и которую можно описать с помощью речи. Между этими системами памяти существует несколько различий.
Семантическая и эпизодическая память совместно образуют категорию эксплицитной (декларативной) памяти, которая является одним из двух основных разделов памяти — вторым из которых является имплицитная память. Термин «эпизодическая память» был введен Эндель Тульвинг в 1972 году. Он основывался на различии между знанием и воспоминанием. Знание является более общим (семантическим), тогда как воспоминание наполнено тем, что было в прошлом (эпизодическое).
Тульвинг определил три ключевых свойства эпизодических воспоминаний. Это «субъективное чувство времени» (или ментальное путешествие во времени), «связь с самим собой» и автономное сознание. Автономное сознание относится к особому виду сознания, сопровождающему акт запоминания, который позволяет человеку осознавать себя в субъективном времени. К названным Тульвингом, другими исследователями были определены дополнительные важные аспекты эпизодических воспоминаний, включающие визуальные образы, нарративную структуру (повествования), привязку семантической информации и ощущение близости (знакомства).
События, которые сохраняются в эпизодической памяти могут привести к изменениям в поведении, являющимся следствием произошедшего события, то есть вызвать эпизодическое обучение. Примером эпизодического обучения может служить боязнь собак, возникшая после укуса собаки.
Одним из основных компонентов эпизодической памяти является процесс припоминания. Припоминание — это процесс поиска контекстной информации, относящейся к специфическому событию или случившемуся событию.

## Общие сведения
Термин «эпизодическая память» ввел Эндель Тульвинг в 1972 году. Тогда он понимал под эпизодической памятью события из прошлого опыта испытуемого и считал, что все существующие методики на запоминание и воспроизведение материала направлены на исследование эпизодической памяти, семантическая память содержала знание о словах, символах и формулах и отношениях между ними. Тогда оба вида памяти он рассматривал как хранилища информации в долговременной системе в рамках трехкомпонентной теории памяти.
Позднее его воззрения изменились. Тульвинг перешёл к уровневой теории обработки информации. Суть её заключается в том, что лучше запоминается информация с более глубокой обработкой. При усвоении материала сначала обрабатываются зрительные характеристики информации, затем её звучание, и уж потом смысл.

## Отличие эпизодической памяти от других видов памяти

### Девять свойств
Существуют девять свойств эпизодической памяти, которые в совокупности отличают ее от других видов памяти. Другие типы памяти могут проявлять некоторые из этих свойств, но только у эпизодической памяти есть все девять. Эпизодические воспоминания обладают следующими свойствами:
1. Содержат результаты сенсорно-перцептуально-концептуально-аффективной обработки.
2. В течение длительных периодов времени хранят схемы(процедуры) активации/торможения.
3. Часто представлены в виде (визуальных) образов.
4. Всегда присутствует атрибут перспективы (область или наблюдатель).
5. Представляют короткие временные отрезки жизни.
6. Во временном измерении представлены примерно в порядке их появления.
7. Подвержены быстрому забыванию.
8. Делают автобиографическое запоминание конкретным.
9. Когда к ним обращаются предоставляют образ пережитого, поведенческий, эмоциональный.

### Различия между эпизодической и семантической системами памяти
1. Эпизодическая и семантическая системы памяти существуют не изолированно друг от друга, отношения между ними иерархичны. Эпизодическая память появляется на основе семантической. В онтогенезе семантическая память возникает раньше, сначала дети запоминают факты о мире, а потом уже собственный опыт. Эпизодическая память может быть нарушена при сохранной семантической, но не наоборот. Существует амнезия на источник, когда человек помнит информацию, но забывает, где именно узнал о ней.
2. Следующее различие по степени осознания при извлечении и воспроизведении. Когда человек извлекает информацию из эпизодической памяти, он вспоминает происходившее с ним, заново восстанавливает в памяти информацию как будто она происходит здесь и теперь. Такое осознавание называется аутоноэтическим, то есть задействует личный опыт человека, события, в которых он участвовал. Оно отличается от ноэтического осознавания, характерного для семантической памяти. Воспроизведение эпизодической информации «Я помню» (это происходило со мной лично), воспроизведение семантической информации «Я знаю».
3. Эти два вида памяти относятся к различным типам обучения[2]
4. Эпизодическая память автобиографична[12]

## Мозговая организация эпизодической памяти
Существует точка зрения, что гиппокамп ответственен за эпизодическую память, а прилегающие к нему структуры за семантическую. Однако сам Тульвинг считает, что хранение эпизодической информации связано с лобными долями головного мозга, тогда как хранение семантической информации с гиппокампом и прилегающими к нему структурами. Было проведено исследование, в ходе которого выяснилось, что воспроизведение эпизодической информации связано с активацией правых префронтальных областей, тогда как припоминание вербальной (семантическая) информации связано с активацией левых лобных областей и левых височных областей головного мозга.
Ключевую роль в формировании, как человеческой эпизодической памяти, так и памяти событий у грызунов и других млекопитающих играют тесные функциональные связи передних ядер таламуса с гиппокампом и структурами лимбической системы, обеспечивающие формирование ментальных объектов и объектов памяти о том или ином событии, содержащих интегрированную, мультимодальную сенсорную и двигательную информацию о событии (о сопровождавших это событие зрительных образах, звуках, вкусовых, соматосенсорных и прочих ощущениях, в привязке ко времени и месту в пространстве), а также о сопровождавших событие эмоциях и о его эмоциональной оценке постфактум. Решающую роль в формировании таких объектов, содержащих целостное воспоминания о картине того или иного события, играет взаимодействие трёх структур — передних ядер таламуса, эмоциональных центров лимбической системы и системы памяти в гиппокампе.